# Первая Площадка (платформа)
Пе́рвая площа́дка — остановочный пункт Восточно-Сибирской железной дороги на Транссибирской магистрали (5564 километр).
Расположен в Кабанском районе Республики Бурятия у северной окраины квартала Первая площадка посёлка городского типа Селенгинск, в 100—150 м южнее федеральной автомагистрали «Байкал» и юго-западной окраины села Тресково.

## Пригородные электрички
| № поезда | Маршрут движения   | № поезда | Маршрут движения   |
| -------- | ------------------ | -------- | ------------------ |
| 6631     | Улан-Удэ — Мысовая | 6632     | Мысовая — Улан-Удэ |
| 6637     | Улан-Удэ — Мысовая | 6638     | Мысовая — Улан-Удэ |